# Омеядський халіфат
Омея́дський халіфа́т (араб. الخلافة الأموية, Al-Khilāfatu al-ʾUmawiyyah) або Дамаський халіфат — ісламська держава, що існувала з 661 по 750 рік із столицею в Дамаску. Державою керували халіфи з роду Омеядів.

## Історія

### Передумови появи
У 644 році халіфом Арабського халіфату став  Осман, що належав до заможного мекканського курайшитського роду Омеядів. Члени цього роду поступово зайняли всі прибуткові посади, через що багато з прибічників Алі стали вважати себе обділеними. Вони отримали назву шиїтів (шиа — група, партія, секта). На їхню думку, халіфом мав стати Алі як найближчий родич і прибічник пророка. Шиїтів підтримали не тільки араби, а й жителі більш віддалених країн, багато арабських племен кочовиків-бедуїнів. У 656 році юрба шиїтів вбила в палаці Османа і проголосила халіфом Алі.
Халіф Алі переніс столицю з Медини в Куфу (Месопотамія) і звільнив усіх намісників, яких призначив Осман. Тільки намісник Сирії Муавія з роду Омеядів не підкорився Алі й фактично зробив Сирію незалежною від халіфату. Муавія з прибічниками, які спираючись на текст Корану, заперечували ідею шиїтів про право на владу лише потомків Алі, почав готуватися до битви з Алі. Халіф, який мав перевагу, погодився вирішити суперечки про право на владу третейським судом. Це рішення викликало невдоволення в прибічників Алі, які чекали від нього твердої політики, та й серед шиїтів набрали сили мусульмани, які вважали, що халіфа слід обирати «за волею Аллаха та народу». Їх називали хариджитами, вони обрали свого халіфа.
Алі, який так і не вирішив суперечку з Муавією, змушений вести декілька років боротьбу з хариджитами. У 661 році Алі помер від кинджала харіджита. Шиїти втратили владу. Новим халіфом був проголошений Муавія, що став родоначальником династії Омеядів, яка правила халіфатом до 750 року.

### Становлення
Муавія переніс столицю халіфату в Дамаск. Головною течією в ісламі став протиставлений шиїзму сунізм. Сунізм був заснований на основі розповідей (хадисів) про життя та діяльність пророка, про його вислови тощо. Муавія відновив єдність арабо-ісламського світу, виступив проти шиїтів. Хасан, старший син Алі, віддав престол Муавії, завдяки чому здобув певні привілеї. Згодом Муавія придушив повстання харіджитів. Таким чином він отримав всю повноту влади. Муавія ще за життя призначив своїм спадкоємцем сина, тим самим було започатковане престолонаслідування халіфів.
Після того як Муавія помер, шиїти підняли повстання, яке очолив другий син Алі та Фатіми — Хусейн. У бою з військами халіфа Хусейн загинув, повстання зазнало поразки. Хусейн став для шиїтів мучеником, символом їхньої боротьби із сунітами.

### Експансія
Омеядський халіфат продовжив розширення ісламу на інші території. При Муавії арабами були завойовані Афганістан, Бухара, Самарканд, Мерв. Згодом наприкінці VII ст. — початку VIII ст. була захоплена значна частина Візантії, Вірменія, частина Грузії, продовжувалися напади на Хазарію. На початку VIII ст. була приєднана до халіфату майже вся Середня Азія. Завоювання відбувалися в Північній Африці, спочатку було приєднано Лівію, далі Туніс, Марокко.
Араби в 710 році підійшли до протоки Гібралтар, яка розділяє Африку і Європу. А в 711 році арабський воєначальник Тарік ібн Зіяд переправився через протоку й завоював Іспанію. Спроба захоплення Франції була зупинена в битві при Пуатьє в 732 році.
Після завоювань областей бедуїни селилися окремими військовими таборами, які згодом перетворювалися на міста. Так на березі Нілу виник Фустат (пізніше старий Каїр), в Іраку — Куфа й Басра, у Тунісі — Кайруан. Ці міста ставали центрами культурного життя Арабського халіфату.

### Ісламізація
Завойовані арабами землі потрібно було утримувати. Основним способом цього стала ісламізація. У халіфаті релігія була об'єднана з політичною адміністрацією. У завойованих Месопотамії, Сирії, Палестині, де проживало багато арабів або близьких до них семітських племен, ісламізація стала їхньою арабізацією. Через іслам місцеве населення асимілювалося за арабською мовою, культурою та загальною етнічною ознакою. У Північній Африці, хоч місцеве населення не було семітським, але у єгиптян, лівійців (берберів) та іншої частини місцевих народів відбулося заміщення місцевої мови та культури арабською.
У тих районах, де арабів було небагато (Іран, Афганістан, Закавказзя, Середня Азія, Іспанія) для ісламізації використовувалися економічні привілеї. На завойованих територіях, як правило, власники не втрачали землі. За землю платилася рента-податок, яка надходила до скарбниці халіфа. Але якщо для мусульман податок становив ушр — одну десяту частину прибутку, то для решти — харадж, розмір якого був від однієї до двох третин врожаю, а також подушна подать (джизія). Торгове мито для мусульман також було пільговим. Це стимулювало перехід населення в мусульманство. Але серед новонавернених мусульман було багато тих, хто, зовні дотримуючись приписів нової релігії, продовжував таємно дотримуватися колишніх, немусульманських, релігійних та світоглядних поглядів.

## Падіння халіфату
У 750 році внаслідок повстанням Абу Мусліма в Мерві та в Ірані, до якого приєдналися харіджити та шиїти, владу Омеядів було повалено. Арабським халіфатом став правити халіфи з нового роду — Аббасидів. Столиця була перенесена в Багдад. Омеяди зберегли свою владу тільки в Іспанії.

## Управління
Перші чотири халіфи створили стабільну адміністрацію для імперії, дотримуючись практик та адміністративних інституцій Візантійської імперії, яка раніше правила тим самим регіоном. Вони складалися з чотирьох основних урядових гілок: політичних справ, військових справ, збору податків та релігійного управління. Кожна з них була додатково поділена на інші гілки, управління та департаменти.
Халіф мав вищу світську, політичну, військову, судову владу. Він мав також титул правителя правовірних (еміра аль-мумініна). Халіф мав право взаконити будь-які захоплення, надавати або забирати майно. Спротив халіфові вважалося зрадою віри. Потім було впроваджено посаду великого візиря, що мав право давати поради халіфові, бути зберігачем державної печатки, негайно виконувати накази останнього. Усі накази міг видавати лише халіф.
Для допомоги халіфу в управлінні в центрі існувало шість рад: Диван аль-Харадж (Рада доходів), Диван аль-Расаїл (Рада листування), Диван аль-Хатам (Рада печаток), Диван аль-Барід (Рада пошт), Диван аль-Кудат (Рада правосуддя) та Диван аль-Джунд (Військова рада).
Диван аль-Харадж управляв всіма фінансами халіфату, стягував та збирав податки й розподіляв доходи. Диван аль-Расаїл надсилав державні послання та циркуляри центральним та провінційним посадовцям, координував роботу всіх Рад та займався всією кореспонденцією як головний секретаріат. Диван аль-Хатам являв свого роду державну канцелярію, здійснював та зберігав копію кожного офіційного документа, перш ніж запечатувати та відправляти оригінал за місцем призначення. Фактично це перетворилося на державний архів. За Омеядів свинцеві печатки з арабським текстом стали важливим інструментом у побудові окремої арабської та мусульманської політичної сутності та мали вирішальне значення для поширення ісламізації держави.
Муавія I запровадив Диван аль-Барід, Абд аль-Малік поширив її по всьому халіфату, а Валід повною мірою використовував її. Умар ібн Абдул-Азіз розвинув її далі, побудувавши караван-сараї на пересадках вздовж Хорасанського шляху. Для передачі повідомлень між халіфом та його агентами та чиновниками, розміщеними в провінціях, використовувалися кінні перевезення. Головний шлях було розділено на пересадки по 19 км кожна, і на кожній пересадці були коні, осли або верблюди, готові переносити пошту. Переважно ця служба задовольняла потреби урядовців, але мандрівники та їхні важливі посилки також отримали вигоду від цієї системи. Поштові арби також використовувалися для швидкого перевезення військ. Вони могли перевозити від 50 до 100 вояків одночасно. За часів Юсуфа ібн Умара аль-Сакафі, валі Іраку, поштовий відділ коштував 4 млн  дирхамів на рік.
Халіф Омар аль-Фарук виокремим судову владу від загального управління та призначив першого каді в Єгипті. Згодом було сформовано Диван аль-Кудат, що займалася організацією судової системи. Халіф був верховним суддею, але фактично представники духовенства відправляли правосуддя, призначаючи на місцях суддів (каді). До функцій останніх належав розгляд судових справ та винесення вироків, розшифрування законів, контроль їх виконання, відстеження стану суспільно важливих будівель, оцінка настроїв у соціумі.
Халіфат було поділено на кілька провінцій, кордони яких неодноразово змінювалися протягом правління Омеядів. Кожна провінція мала валі (намісника), призначеного халіфом. Валі відповідав за релігійних чиновників, армійських очільників, поліцію та цивільних адміністраторів у своїй провінції. У нього було 2 заступника: з фінансів та суду. В подальшому підрозділи дивана аль-хараджа, дивана аль-джунда та дивана ар-расаїлу існували в кожній провінції. Військові підрозділи у своєрідному військовому округу очолювали еміри. На чолі міст стояли хакіми. Селища очолювали шейхи. 
Місцеві витрати покривалися за рахунок податків, що надходили з цієї провінції, а решта щороку надсилалася центральному уряду в Дамаску. Оскільки центральна влада правителів Омеядів слабшала в пізніші роки династії, деякі валі нехтували надсиланням додаткових податкових надходжень до Дамаска та створили великі особисті статки.
Напочатку існування держави арабських чиновників була занадто мало, щоб встигати за швидким розширенням халіфату. Тому Муавія I дозволив багатьом місцевим сановникам та феодалам у завойованих провінціях зберегти своє становище. Таким чином, значна частина роботи місцевого управління записувалася грецькою, коптською та перською мовами. Лише за правління халіфа Абд аль-Маліка урядова робота почала регулярно записуватися арабською мовою.
Загалом халіфат Омеядов тримався на етноконфесійній солідарності арабів (опора на архаїчні родоплемінні зв'язки та структури, перенесені з Аравії до нових центрів держави, авторитет вождів арабських племен тощо). Влада була владою арабів над завойованими народами, і Омеяди утримували її за допомогою армії. Вони підтримували арабський етноцентризм, одночасно швидко переймаючи імперський стиль правління перських та візантійських монархів.

## Соціальна організація
Омеядський халіфат мав чотири основні стани: араби-мусульмани, неараби-мусульмани (клієнти арабів-мусульман), зіммії (вільні немусульмани — християни, євреї та зороастрійці), раби.
Араби-мусульмани були на верхівці суспільства та вважали своїм обов'язком правити завойованими територіями. Вони мали до себе більшу повагу, ніж неараби-мусульмани, і загалом не змішувалися з іншими мусульманами.
З поширенням ісламу все більше мусульманського населення складали неараби. Це спричиняло соціальні заворушення, оскільки новонавернені не отримували тих самих прав, що й араби-мусульмани. Крім того, зі збільшенням кількості навернених у віру податкові надходження, насамперед джизья, від немусульман знизилися до небезпечного мінімуму. Ці проблеми продовжували погіршуватися. Тому було видано закон, за яким мусульмани з числа неарабів, які нещодавно прийняли іслам, не звільнялися від сплати джизьї. Повстання новонавернених мусульман, незадоволених нерівним становищем з арабами, жорстоко придушувалися. В значні мірі відготоном нерівності прав став рух хариджитів, які протягом VIII ст. набули значного впливу, а їх повстання сильно розхитали Омеядський халіфат.
Маючи захист життя та майна, зіммії зобов'язані були визнати панування ісламу у всіх галузях життя суспільства, сплачуючи данину (джизію), але звільнялись при цьому від сплати закяту, що призначався для мусульман.
Зіммі часто не мали права володіти зброєю, займати державні пости, служити в армії, свідчити в суді, їздити верхи, ставати до шлюбу з особою мусульманського віросповідання. Могли застосовуватись найрізноманітніші форми дискримінації, що підкреслювали «другосортне» становище християн та юдеїв. Наприклад, заборони жити в будинках, що мають більше одного поверху, володіти землею та власністю поза гетто, залишати район проживання вночі, обов'язком носити одяг певного виду тощо

### Статус жінок
Шлюб укладався пропозицією жінки чоловікові та її прийняттям у присутності двох свідків. Чоловік мав заплатити придане. Шлюб не обов’язково вимагав статевих стосунків. Так само часто наречену замінювали на переговорах представником чоловічої статі, але вона в будь-якому випадку мала дати згоду на шлюб. При розлученні посаг залишався за дружиною. Жінки могли володіти незалежною власністю. Вони також не повинні були робити внесок у майно чоловіка з власних коштів. Жінки також мали право успадковувати майно від родичів.
Жінки з вищих класів, мабуть, частіше залишалися вдома, тоді як жінки з нижчих класів, які працювали акушерками, швачками, ткали кошиками, кухарями, знахарками або, можливо, навіть повіями, мали більше свободи у своєму повсякденному житті завдяки цій самій роботі, включаючи свободу пересуватися поза домашньою сферою. Жінки також працювали в землеробстві та скотарстві.

## Право
Халіфи вважали, що вони є намісниками Бога для втілення на землі релігійного закону (шаріат), керівниками мусульманської громади. Коли в Корані не могли знайти відповіді на якесь питання, за зразок стали брати вчинки і дії пророка в подібних обставинах, його окремі висловлювання в аналогічних випадках (хадиси). Мусульмансько-правова доктрина почала складатися на початок VIII ст. Першим кроком на шляху її виникнення з'явився відносно вільний розсуд, який застосовувався при роз'ясненні сур Корана та хадису (рай). Формувалися нові правила поведінки у разі відсутності відповідних норм у наявних джерелах.
До кінця правління Омеядів почали оформлятися основні богословсько-правові штибу (мазхаби), які дотримувалися певних правил формулювання норм мусульманського права з урахуванням спільних цілей та інтересів шаріату, закріплених Кораном та сунною, а також з урахуванням досвіду вирішення правових питань сподвижниками пророка Мухаммеда. 
Судові рішення, ухвалені каді залежно від кожного конкретного випадку, заклали основу подальшого розвитку мусульманського права. Розглядаючи правові суперечки, каді не могли ґрунтуватися на готовому зведенні законів, який можна було б із впевненістю назвати мусульманським, тому при винесенні рішень вони керувалися власним почуттям справедливості. Правова база, що була у суддів, була змішання римського і стародавнього місцевого традиційного права різних регіонів імперії, включаючи арабське племінне право і стародавнє близькосхідне право. Перелічені норми права каді застосовували, змінювали чи ігнорували на власний розсуд. Рішення каді набували правову силу завдяки їх статусу представників халіфа. Поступово сукупність рішень каді, що мали чинність закону, переросла у значний комплекс прецедентів.

## Військо
Армія була переважно арабською, її ядро складалося з тих, хто оселився в містах Сирії, та арабських племен, які спочатку служили в армії Візантійської імперії в Сирії. Вояки перебували під управлінняс діван аль-джейшу (на кшталт військового міністра), де отримували платню. Армія була поділена на джунди на основі регіональних укріплених міст. Сирійські війська спеціалізувалися на піхотній війні близького порядку та віддавали перевагу використанню в бою стіни зі списами, що стоять на колінах. Це радикально відрізнялося від оригінального бедуїнського стилю мобільного та індивідуалістичного бою, який сповідували арабські племена, що були ірегулярним військом.
Войсько складалося з 5 частин за візантійським зразком: центр, два крила, авангард та ар'єргард, дотримуючись тієї ж формації як на марші, так і на полі бою. Марван II запровадив курдусів (когорту) – невеликий компактний корпус. Невдовзі військо було розділено на піхоту, кінноту та облогові знарряддя. Арабські війська були одягнені та озброєні за візантійською модою. Кіннота використовувала прості та круглі сідла. Облогові підрозділи використовували арраду (балісту), манджанік (мангонель) та даббабу або кабш (таран). Важкі машини, облогові машини та багаж перевозили на верблюдах позаду армії.

## Економіка
Величезні обсяги награбованого в походах слугували швидкому піднесенню як знаті, що ставала тепер феодалами-землевласниками, так і Леванту загалом. Централізація влади в одних руках дала змогу проводити масштабне меліоративне будівництво в різних куточках країни.
Основою господарства халіфату становило землеробство, скотарство і транзитна торгівля. Араби повсюдно піднімали культуру вирощування сільськогосподарських рослин, займались меліорацією, поширювали технічні винаходи. Вони інтродукували до Середземномор'я зі сходу бавовник, рис, цитрусові. Іран став центром килимарства, Сирія — металургії (булат), гутництва та шовкоткацтва. Торговельні каравани поєднали найвіддаленіші куточки Північної Африки і Європи з Тропічною Африкою, Індією та Китаєм. Потреба в робочій силі заради масштабного будівництва, грібного галерного флоту інтенсифікувала работоргівлю. Темношкіра робоча сила, разом з іншими «природними ресурсами» (золото, деревина), поставлялась до Халіфату морським шляхом уздовж східноафриканського узбережжя Суахілі та караванами через транссахарську торгову мережу. Світлошкірих рабів-слов'ян з півночі поставляли хозари та варяги.
Абд аль-Маліком 697 року було проведено перепис населення Сирії та Джазіри, що дозволило запровадити нову систему опадаткування, яка засвідчила посилення централізації держави. Податки були для мусулмьан і немусульман. мусульмани сплачували закят, ушр, хумса (1/5 від військової здобичі), немусульмани — харадж і джизію. Спочатку податки стягувалися у змішаній формі, де переважала натуральна. Після реформ халіфа Абд аль-Маліка харадж остаточно відкоремився від джизьї. З багатих брали 48 дирхемів джизії, з осіб середнім прибутком — 24 дирхеми, мастрів-одноосібників — 12 дирхемів. Податковим імунітетом серед немусульман користувалися також ченці, чоловіки-бідняки та чоловіки-інваліди, які були позбавлені власного джерела доходу і жили лише на одну милостині.
Багато увагу приділялося безпеці та контролю за торгівельними шляхами. Саме в боротьбі за Шовковий шлях відбувалися війни з Західнотюркським каганатом і імперією Тан, за контроль у каспійському регіоні велися війни з Хозарським каганатом. 

### Монети
Візантійські монети використовувалися до 658 року, а візантійські золоті монети — до грошових реформ приблизно 700 року. Потім Омеяди почали карбувати власні монети в Дамаску, які спочатку були схожі на існуючі раніше монети, але розвивалися в незалежному напрямку.
Перші монети халіфату використовували візантійську та сасанідську іконографію, але додавали нові ісламські елементи, включаючи зображення імператора Іраклія I та його сина Костянтина III. На зворотному боці традиційне візантійське зображення хреста на сходах було змінено, щоб уникнути будь-якої неісламської конотації.
Деякі «арабо-сасанідські» монети, датовані між 692 і 696 роками, пов'язані з монетними дворами в Куфі та Басрі за часів валі Бішра ібн Марвана, перестали використовувати сасанідське зображення вівтаря вогню та замінили його трьома чоловічими фігурами, що стоять в арабському одязі. Можливо, це була спроба зобразити акт мусульманської молитви або виголошення хутби (п'ятничної проповіді). Інша монета, викарбувана, ймовірно, між 695 і 698 роками, містить зображення списа під аркою. Це по-різному інтерпретувалося як зображення міхрабу, останнє є пізньоантичним мотивом. Вважається, що спис — це аназа, який пророк Мухаммед ніс перед собою, коли входив до мечеті.
Між 696 і 699 роками халіф Абд аль-Малік запровадив нову систему карбування золота, срібла та бронзи. Монети зазвичай містили арабські написи без будь-яких зображень, що поклало край попереднім іконографічним традиціям. Основною одиницею був золотий динар (від сасанідського денара), який вартував 20 срібних дирхемів (від сасанідської драхми). Вони карбувалися в набагато більших кількостях, ніж раніше. Бронзова монета називалася фелс (від візантійського фоліс). Одна група бронзових монет з Палестини, датована кінцем 690-х років, містить зображення семигранної менори, а пізніше п'ятигранної менори, увінчаної арабським написом шагади. Ці зображення могли бути засновані на християнських зображеннях менори або на ранніх хасмонейських моделях. Перехід до п'ятигілкової версії мав на меті ще більше відрізнити це зображення від юдейської та християнської версій.

## Культура
Попервах культурний рівень арабських племен був набагато нижчим за рівень сусідніх народів. Цей період називається епохою джахілії Поступово араби переймають культурні досягнення підкорених народів, а централізована держава пришвидшує розвиток місцевих культур. 
Державною мовою Халіфату стає арабська, повсюдне застосування якої прискорює взаємний обмін знаннями між віддаленими підкореними культурами. У першій половині VIII століття басрійські філологи Ібн Абу Ісхак аль-Хадрамі, Іса ібн Умар ас-Сакафі та Абу Амр ібн аль-Алла розробляють основи описового аналізу норм класичної арабської мови. 
Складаються численні сири («життєвий шлях»): «Життєпис Муавії та нащадків роду Омеядів», «Життєпис Ібн Ісхака» – арабського історика — укладача першої біографії пророка Мухаммеда.
Починають робити переклади арабською античних авторів. Декілька трактатів з алхімії було переведено з давньогрецької мови на арабську під патронажем халіфа Халіда ібн Язіда, який захоплювався заняттями алхімією під керівництвом якогось християнського ченця;;. У роки правління халіфа Марвана I лікар-юдей Масарджавайх переклав з сирійської мови арабською твір Аарона, лікаря-монофізита з Олександрії. Це було одним із ранніх перекладів медичних трактатів арабською мовою. Літератор Ібн аль-Мукаффа, перс, що навернувся до ісламу із зороастризму, першим переклав три твори Арістотеля з логіки, «Вступ до категорій» Порфирія і літературно-дидактичний пам'ятник «Каліла і Дімна» арабською. Починав їх перекладати для останнього омеядського халіфа Марвана II, а завершив вже після падіння династії Омеядів, тому зрештою присвятив їх аббасидському халіфу аль-Мансуру. 

### Освіта
Освіта була ступінчастою: початкова школа; середній ступінь; найвищий ступінь; сімейне (домашнє) навчання та виховання. З другої половини VII ст. школи з'являються у містах, а й у великих селищах ісламського світу. Там існували приватні школи початкового навчання (китаб). До школи ходили діти торговців та ремісників, а також діти заможних селян, хоч і меншою мірою. Феодальна верхівка воліла домашнє навчання своїх синів. У програмі домашньої освіти, поруч із Кораном, молитвами, фізичним вихованням, значилися читання, лист, счет; приділяли увагу також вивченню граматики та літератури. Значна частина мусульманського населення халіфату була освіченою.
У виховно-освітньому процесі застосовувалися заохочення та покарання. Наприклад, найкращий учень проїжджав верхи вулицями, а товариші обсипали його солодощами. Однак покарання було поширено більше. Щоправда, відповідно до традиції, число ударів обмежувалося трьома, а діти молодші десяти років не зазнавали фізичного покарання. Крім того, не допускалося, щоб покарання здійснював старший учень. 
Несторіанці відігравали визначну роль у формуванні арабської культури, а їх Академія Гондішапуру, що було засновано в Сасанідській державі, діяла у омеядський період.

### Філософія
Разом з тим халіфат поступово ставав місцем взаємодії та взаємозбагачення культурних традицій арабів, еллінізованого населення Єгипту та Сирії, мешканців Іраку та персів. Вибір халіфом Абд ал-Маліком ібн Марваном колишньої візантійської провінції Сирії з Дамаском як столиці визначив і подальший його крок на користь заохочення інтелектуальної свободи, дискусій на теологічні теології (калам). Тому з'являється перша школа мусульманських філософів — мутазилітів на чолі із Василем ібн Атою та Амром ібн Убайдом. Вона продемонструвала здатність продукувати оригінальні філософські концепції. Основними гносеологічними принципами мутазилізму були примат розуму над вірою та відмова від сліпого некритичного дотримання авторитетів.
Тогочасні мутазиліти сприйняли кадаритське положення про свободу волі людини і, відповідно, перебували в ідейній опозиції до омеядських халіфів, але не відмовлялися від співпраці з ними для поширення ісламу. Відомо, що мутазиліти, виконуючи волю Омеядів, брали участь у пропаганді ісламської релігії, вели в Персії боротьбу з дуалістами. До мутазилітів був близький Джаад ібн Дирхам, що заперечував споконвічність божественних атрибутів і наполягав на створенні Корану людиною. Але залученість Джаада та мутазилітів Умара аль-Максуса, Маабада аль-Джухані й Гайлана ад-Димашкі до змов проти влади халіфа призвело до їх страт.
З часом Омеяди все більше підтримували джабритів, що були прихильниками приречення дій людини одвічною волею Бога, наполягали на сліпому підпорядкуванні правителям, навіть несправедливим, що відповідало інтересам халіфів.

### Архітектура
Омеяди будували величні мечеті та палаци в межах своєї імперії. Більшість їхніх збережених пам'яток розташовані в регіоні Левант. Вони також продовжували існуючу мусульманську політику будівництва нових гарнізонних міст (амсарів) у своїх провінціях, які служили базами для подальшого розширення.
У роки Омеядського халіфату були побудовані зразки архітектурного мистецтва цього періоду — мечеть Омеядів у Дамаску, мечеті Куббат ас-Сахра (Купол Скелі) й Аль-Акса в Єрусалимі, а також мечеть у Медині.
Архітектура цього періоду походила з усталених візантійських та сасанідських архітектурних традицій, але вона також впроваджувала інновації, поєднуючи елементи цих стилів разом, експериментуючи з новими типами будівель та впроваджуючи розкішні декоративні програми. 

### Мистецтво
Основним обращотворчим засобом часів Омеядів було монументально-декоративне мистецтво. Пошук варіативності за крайньої обмеженості сюжетів призвів до того, що особливе місце в ісламському мистецтві зайняв орнамент. Візерунки зайняли центральне місце у декоративному оздобленні знакових архітектурних споруд. У Великій мечеті Омеядів у Дамаску представлено приклади деяких ранніх ісламських орнаментів. Існував геометричний, рослинний (іслімі), епіграфічний (мистецтво декоративних написів на речах) орнамент. Ари створенні мозаїчного орнаментального оздоблення мечеті Куббат ас-Сахра в Єрусалимі буо впроваджено два декоративних принципи, які продовжили свій розвиток в пізнішому ісламському мистецтві. Перший принцип - використання реалістичних форм у фантазійному ключі. Другий принцип полягає в безперервному різноманітті. Широкого поширення набув заснований на цих принципах вертикальний рослинний орнамент.
Мозаїки у візантійському стилі є помітними як у Куббат ас-Сахрі, так і у мечеті Омеядів, але відсутність людських фігур у їхніх зображеннях була новою рисою, яка демонструє ісламське табу на фігурне зображення в релігійному мистецтві. Палаци були прикрашені підлоговими мозаїками, фресками та рельєфним різьбленням, а деякі з них включали зображення людських фігур і тварин.